# Saba (cantante)
Anna Saba Lykke Oehlenschlæger (Adís Abeba, Etiopía, 11 de agosto de 1997), conocida simplemente como Saba (estilizada en mayúsculas), es una cantante, actriz de teatro musical y modelo danesa. Representará a Dinamarca en el Festival de la Canción de Eurovisión 2024 con la canción "Sand".

## Primeros años
Anna Saba (nacida Saba) Lykke Oehlenschlæger y su hermana gemela Andrea (nacida Sara) Lykke Oehlenschlæger nacieron el 11 de agosto de 1997 en Adís Abeba, Etiopía. Fueron adoptadas a los ocho meses y se criaron en Ringkøbing, Dinamarca. Durante su juventud, Oehlenschlæger jugó al fútbol en el DBU Jutlandia.

## Carrera
Después de abandonar la escuela secundaria, Oehlenschlæger y su hermana se mudaron a Copenhague, comenzando como modelo y empresaria en productos de blanqueamiento dental, mientras su hermana seguía una carrera como cantante y actriz musical. El 23 de febrero de 2023, Oehlenschlæger reemplazó a su hermana embarazada en el papel de Dionne para el estreno del musical Hair en el Østre Gasværk Teater, haciendo su debut como actriz de teatro sin especialistas.
El 25 de enero de 2024, Saba fue anunciada como una de los participantes del Dansk Melodi Grand Prix 2024, la final nacional danesa del Festival de Eurovisión 2024, con la canción "Sand". Ganó la final el 17 de febrero de 2024, consiguiendo el derecho a representar a Dinamarca en el próximo concurso.

## Vida personal
En 2018, a Oehlenschlæger le diagnosticaron trastorno bipolar I y fue hospitalizada varias veces hasta 2020, como explicó en el documental DR de 2020 Min sindssyge tvilling (transl. "Mi gemelo loco"). También practicó la autolesión durante su adolescencia. Es embajadora de la Asociación Danesa contra la Depresión.
Oehlenschlæger ha tenido una relación homosexual con Lærke-Maria Schmidt desde 2020 hasta 2023. En el Dansk Melodi Grand Prix 2024, reveló que llevaba 6 meses de relación con “Aviaja”.

## Discografía

### Sencillos
| Título | Año  | Posiciones en listas | Álbum o EP |
| Título | Año  | DIN                  | Álbum o EP |
| ------ | ---- | -------------------- | ---------- |
| "Sand" | 2024 | 36                   |            |